# Best of the Best
Best of the Best è una raccolta antologica dei Pooh pubblicata nell'autunno del 2001 in occasione dei 35 anni del gruppo.

## Descrizione
Esistono due versioni differenti del disco: la prima versione viene venduta in confezione singola, includendo oltre ai brani più importanti della carriera artistica del quartetto, tre pezzi inediti confezionati per l'occasione: Portami via, composta da Red Canzian, dal testo e dalla melodia molto simili a Stai con me, e scelta come singolo promozionale per il mercato radiofonico e dei Cd singoli, E arrivi tu e la prima versione di Figli, successivamente inclusa nell'album Pinocchio e qui proposta in una versione arrangiata molto più rock, con l'innesto della batteria di Stefano D'Orazio e un violento assolo di chitarra elettrica di Dodi Battaglia, quasi un assaggio di quello che sarà l'anno successivo il concept-album che il gruppo dedica al popolare personaggio creato dalla fantasia di Collodi.
La seconda versione del disco è composta da due Cd, che oltre ai tre inediti include una più ampia selezione dei brani storici inseriti in scaletta. 
Il singolo Portami via contiene una seconda traccia Live estratta dal Tour di Cento di queste vite. I brani proposti sono quelli del medley sinfonico e comprendono. Lettera da Berlino Est, L'ultima notte di caccia, L'anno, il posto, l'ora e Parsifal.
Nel tour che segue l'uscita della raccolta, i Pooh propongono in scaletta un altro assaggio del disco Pinocchio, con Roby che esegue al pianoforte in versione strumentale C'era una volta.
Il brano Non lasciarmi mai più, come anche Non siamo in pericolo, si trova solo nelle raccolte antologiche del complesso.

## Tracce
CD 1
1. Portami via (Canzian, Negrini) – Voce principale: Red
2. Piccola Katy (Facchinetti, Negrini))
3. In silenzio (Facchinetti, Negrini)
4. Tanta voglia di lei (Facchinetti, Negrini)
5. Pensiero (Facchinetti, Negrini)
6. Noi due nel mondo e nell'anima (Facchinetti, Negrini)
7. Io e te per altri giorni (Facchinetti, Negrini)
8. Linda (Facchinetti, Negrini)
9. In diretta nel vento (Battaglia, Negrini)
10. Dammi solo un minuto (Facchinetti, Negrini)
11. Incredibilmente giù (Facchinetti, Negrini)
12. Ci penserò domani (Battaglia, Negrini)
13. Pronto, buongiorno è la sveglia (Facchinetti, D'Orazio)
14. L'ultima notte di caccia (Facchinetti, Negrini)
15. Canterò per te (Battaglia, Negrini)
16. Chi fermerà la musica (Facchinetti, Negrini)
17. Non siamo in pericolo (Facchinetti, Negrini)
18. E arrivi tu (Battaglia, D'Orazio) – Voce principale: Dodi

CD 2
1. La mia donna (Facchinetti, Negrini)
2. Se c'è un posto nel tuo cuore (Canzian, D'Orazio)
3. La ragazza con gli occhi di sole (Battaglia, D'Orazio)
4. Uomini soli (Facchinetti, Negrini)
5. L'altra donna (Battaglia, Negrini)
6. Stare senza di te (Canzian, D'Orazio)
7. 50 primavere (Battaglia, D'Orazio)
8. Amici x sempre (Facchinetti, Negrini)
9. La donna del mio amico (Facchinetti, D'Orazio)
10. Cercando di te (Canzian, D'Orazio)
11. Non lasciarmi mai più (Facchinetti, Negrini)
12. Se balla da sola (Facchinetti, Negrini)
13. Mi manchi (Facchinetti, D'Orazio)
14. Dimmi di si (Facchinetti, D'Orazio)
15. Stai con me (Canzian, D'Orazio)
16. Figli (Facchinetti, Negrini) – Voce principale: Roby

## Formazione
- Roby Facchinetti - voce, pianoforte, tastiera
- Dodi Battaglia - voce, chitarra
- Stefano D'Orazio - voce, batteria, percussioni
- Red Canzian - voce, basso

## Classifiche

### Classifiche settimanali
| Classifica (2001) | Posizione massima |
| ----------------- | ----------------- |
| Europa            | 43                |
| Italia            | 3                 |

### Classifiche di fine anno
| Classifica (2001) | Posizione |
| ----------------- | --------- |
| Italia            | 15        |
| Classifica (2002) | Posizione |
| Italia            | 35        |